# Archidiecezja Madrytu
Archidiecezja Madrytu (łac. Archidioecesis Matritensis) – archidiecezja Kościoła rzymskokatolickiego w Hiszpanii. Jest główną diecezją metropolii Madrytu. Została erygowana 7 marca 1885. 25 marca 1964 została podniesiona do rangi archidiecezji.